# Карно, Рано
Рано Карно (индон. Rano Karno; 8 октября 1960, Джакарта, Индонезия) — индонезийский актёр, режиссёр, сценарист, продюсер, политический и государственный деятель. Губернатор провинции Бантен (Ява) в 2015—2017 годах.

## Биография
Сын актёра Сукарно М. Нура.
Политик. Член Демократической партии борьбы Индонезии. В 1998 году был назначен послом доброй воли ЮНИСЕФ сроком на один год.
Занимался в основном вопросами борьбы с неграмотностью. 
С 13 мая 2014 по 11 января 2017 года занимал пост губернатора провинции Бантен (Ява).
С 1 октября 2019 по 30 сентября 2024 года депутат Совета народных представителей Индонезии.
Сыграл роли в более 60 фильмах, в качестве режиссёра снял 4 киноленты, автор 5 сценариев, продюсер 6 фильмов.

## Избранная фильмография
- 1972: Si Doel Anak Betawi
- 1973: Di Mana Kau Ibu
- 1973: Yatim
- 1974: Rio Anakku
- 1974: Romi dan Juli
- 1977: Suci Sang Primadona
- 1977: Semau Gue
- 1979: Gita Cinta dari SMA
- 1979: Selamat Tinggal Duka
- 1980: Aladin dan Lampu Wasiat
- 1984: Yang
- 1984: Untukmu Kuserahkan Segalanya
- 1985: Ranjau-Ranjau Cinta
- 1986: Anak-Anak Malam
- 1986: Merangkul Langit
- 1987: Arini, Masih Ada Kereta Yang Lewat
- 1988: Arini II
- 1990: Taksi

## Награды
- 1987 и 1989 — Премия Citra за лучшую мужскую роль Индонезийского кинофестиваля